# Tetragnatha ceylonica
Tetragnatha ceylonica är en spindelart som beskrevs av O. Pickard-Cambridge 1869. Tetragnatha ceylonica ingår i släktet sträckkäkspindlar, och familjen käkspindlar. Inga underarter finns listade i Catalogue of Life.